# Distrito de Bugaba

El Distrito de Bugaba es una de las divisiones que conforma la provincia de Chiriquí, situado en la República de Panamá.

## Historia
En la época colonial, sobre el actual distrito existió un caserío denominado Pueblo Viejo, habitado por una tribu indígena. Ese villorrio fue elegido por los misioneros franciscanos para levantar en 1794, un pueblo al cual bautizaron como "La Purísima Concepción de Bugaba".
Los españoles, civiles o religiosos, acostumbrados a denominar a los pueblos por ellos fundados con el nombre de algún cacique del área, se cree que llamaron al nuevo pueblo Bugaba, en honor del jefe indio «Bugabas» o «Bugabaes». 
En 1788, la pequeña población fue víctima de indios changuinas (denominados también saribas), pero fue reconstruida por los franciscanos, quienes en 1790 obsequiaron a sus moradores una campana para la iglesia, que ostenta una inscripción de dicha fecha. En 1832, la parroquia de Bugaba pertenecía al cantón de Alanje y estaba habitada por 1000 personas.
El distrito de Bugaba se creó por Ley de 6 de agosto de 1863, siendo elegida como cabecera el Pueblo Viejo, con la condición de que en el término de un año tuviesen los vecinos construidas una escuela y una cárcel, de lo contrario perdería la categoría. (Bugaba Centenaria, 1963. Pág. 17).
Organizada la República de Panamá, la Asamblea Nacional expidió la Ley 60 del 31 de diciembre de 1906, cuyo único artículo estableció que la cabecera del distrito de Bugaba sería el caserío de Pueblo Viejo, que fue renombrado a La Concepción.

## Gobierno y política

### División político-administrativa
Está conformado por trece corregimientos:
- La Concepción
- Aserrío de Gariché
- Bugaba
- El Bongo
- Gómez
- La Estrella
- San Andrés
- San Isidro
- Santa Marta
- Santa Rosa
- Santo Domingo
- Solano
- Sortová

El 1 de julio de 2017, el distrito de Bugaba fue segregado en su zona norte para conformar el distrito de Tierras Altas. También en la misma fecha se creó el corregimiento de Solano.

## Geografía
Por el distrito corren varios ríos: Escarrera, Mula, Güigala, Macho de Monte, Piedra, Gariché, Chiriquí Viejo (que sirve de límite con el distrito de Barú), Divalá y Mirador. Entre sus formaciones montañosas se destaca el cerro Sortová.
El distrito posee una reconocida hacienda criadoras de caballo pura sangre: Haras San Miguel en La Concepción.
Los límites del distrito de Bugaba son: Al norte con el distrito de Tierras Altas, al sur con el distrito de Alanje, al este con el distrito de Boquerón y al oeste con los distritos de Renacimiento y Barú.

## Economía
El distrito produce el 80% de la producción alimentaria de la República[cita requerida], aunque afectada los últimos años por políticas extranjeras y convenios internacionales.[cita requerida]
Es un lugar netamente agropecuario, pero en él se realiza distintas actividades, como: la producción de energía, inmobiliaria, el agroturismo, el turismo recreativo, el ecoturismo, entre otras; y en la primera década del dosmil muchas empresas nacionales y extranjeras han invertido dentro del distrito.

## Demografía
Bugaba tiene en la actualidad una superficie de 884.3 kilómetros cuadrados y en ella habitan 75 325 habitantes, según proyecciones para el año 2010. Además de ser el décimo distrito más poblado del país, su población se encuentra concentrada en la ciudad de La Concepción.

## Cultura
Bugaba es hogar de diversas agrupaciones de artesanos, música y bailes; así como las danzas de Bugabita (Una tradición centenaria, única en toda la República). Este Distrito es escenario cada año de eventos muy tradicionales. Por ejemplo:
Las Fiestas Patronales de la Candelaria que son celebradas durante los últimos días de enero y los primeros días de febrero (para estas fechas es realizada la Feria de la Candelaria). El día 1 de febrero como preámbulo al día de la santa patrona y como rescate de la tradición folclórica de toda la provincia; se realiza en horas de la tarde el Paseo de la Basquiña Chiricana y en la noche se conmemora a la patrona de las fiestas con una procesión. El 2 de febrero conocido como el día de La Candelaria; se realiza una gran cabalgata (una de las más grandes del país) y bailes en los tradicionales toldos. 
Además, son realizadas las fiestas de Fundación del Distrito el día 6 de agosto, fiestas en las cuales son realizadas corridas de toros en barreras, cabalgatas, presentaciones artísticas y multitudinales desfiles de bandas estudiantiles e independientes. 

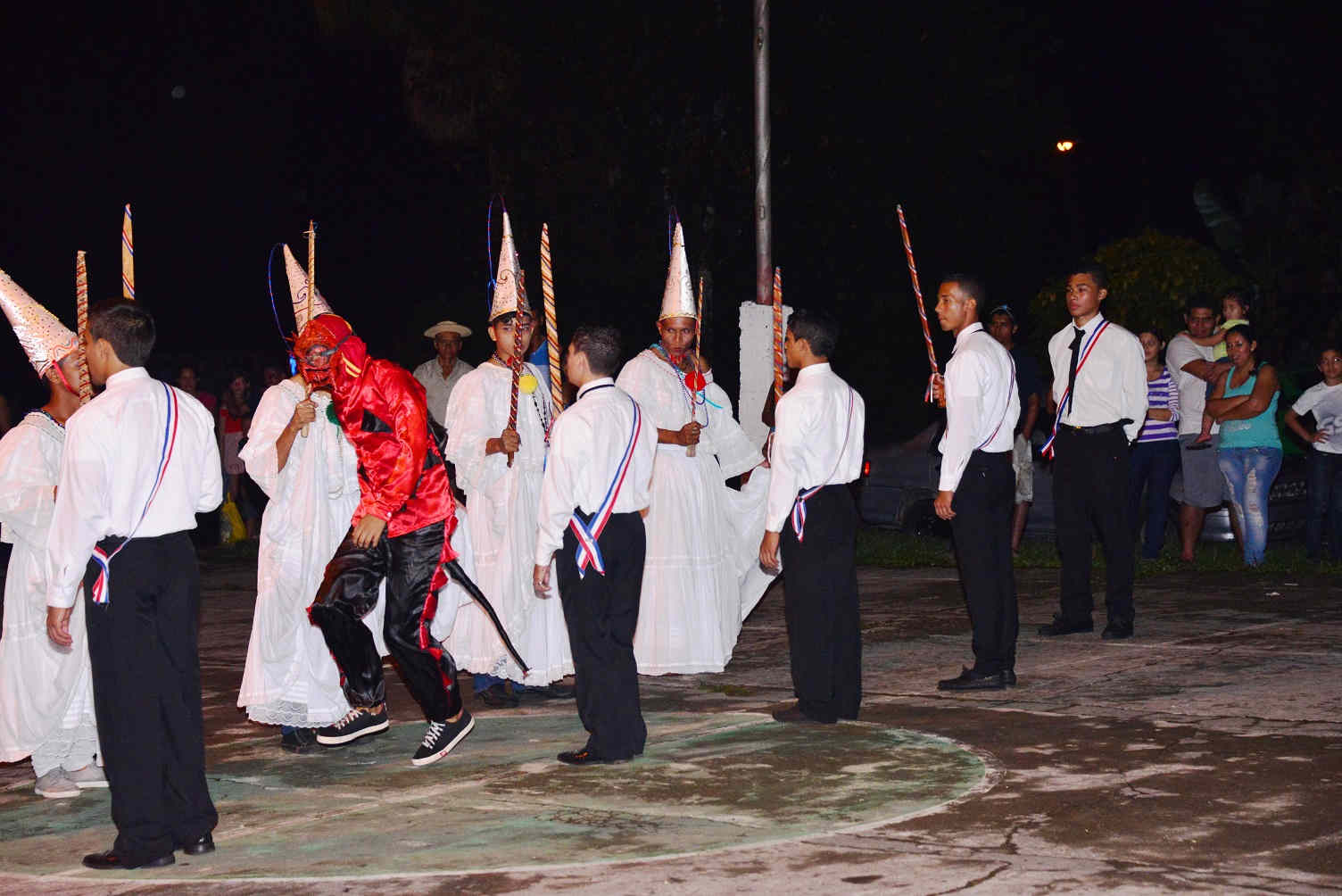
Danzas de Bugabita

Otros actividades de importancia son: Diversas competiciones deportivas como la carrera La Candelaria, El Festival del Tabaco en Sortová, generalmente en abril. El Festival del Mono en Bijao; que se realiza generalmente en el mes de julio en la comunidad de San Andrés. 
Además de ser poseedora de un sitio arqueológico en el área de La Cuchilla, corregimiento de El Bongo y en el corregimiento de La Concepción se cuenta con una de las estaciones más icónicas del ferrocarril de Chiriquí.

## Agricultura
A este distrito se le considera el más rico de la provincia de Chiriquí, por su alta producción agropecuaria y la variedad de sus climas, el tropical y el templado de altura. Los cultivos de la región, se clasifican en función de tierras bajas y altas.[cita requerida]
En las primeras, los suelos son aptos para el arroz, maíz, frijoles, tabaco, maracuyá; en las tierras altas se cultivan casi todas las legumbres y hortalizas: papas, cebollas, repollo (el 90% del repollo), lechuga (el 95% en todo Panamá), zanahorias (el 88% de la producción nacional), remolacha y frutas como la fresa y la zarzamora. A nivel nacional Bugaba ocupa el primer lugar en producción de ganado lechero, caballar y ovino.